# Trinity Hall
El Trinity Hall es el quinto college más antiguo de la Universidad de Cambridge, fundado en 1350 por William Bateman, obispo de Norwich. Actualmente este college alberga 359 estudiantes universitarios y 233 estudiantes de postgrado.

## Fundación
La devastación causada por la peste negra de la década de 1340 causó la pérdida de casi la mitad de la población inglesa; el obispo Bateman perdió cerca de 700 de sus párrocos, y por eso tomó la decisión de fundar un college encaminado a recomponer el sacerdocio. Así, en la fundación de 1350, Bateman declaró que el objetivo del college era «la promoción del culto divino y del derecho canónico y civil para la dirección de la comunidad y especialmente de nuestra iglesia y diócesis de Norwich». Esto llevó al college a ser particularmente fuerte en estudios jurídicos, una tradición que ha continuado durante los siglos.

## Los edificios
El emplazamiento del college junto al río Cam fue en su día obtenido por la compra de una casa de John de Crauden para hospedar a los monjes durante su estudio, y el patio principal fue construido durante las primeras décadas de existencia del college.
Se permitió la construcción de una capilla en 1352 y se concluyó en 1366, el año en el que el papa Urbano V concedió al director y a los profesores la licencia para celebrar misa en el college. En 1729, Sir Nathaniel Lloyd redecoró la capilla en lo que, a pesar de las continuas ampliaciones, todavía es un estilo íntimo, formando la capilla más pequeña de toda la Universidad. Las pinturas de la capilla son obra de Thomasso d'Antonio Manzuoli.
Al igual que la ampliación de la capilla, el salón del college fue reconstruido por Sir Nathaniel Lloyd y ampliado en el siglo XIX. También constituye uno de los más pequeños e íntimos salones de la Universidad.
La biblioteca del college fue construida probablemente a finales del siglo XVI, durante la dirección de Thomas Preston, y actualmente se usa para albergar manuscritos y libros raros. La nueva Biblioteca Jerwood, con vistas al río, fue inaugurada por Lord Howe en 1999.
El college también es propietario de varios edificios en el centro de Cambridge; en Bateman Street; y en Wychfield Site cerca del Fitzwilliam College.

## Vida delcollege
Históricamente se ha conocido al Trinity Hall por su especialización en Derecho; hoy en día es muy fuerte en un amplio grupo de carreras, tanto artísticas como científicas. Situado a la orilla del río Cam, y escondido entre el Clare College y el Trinity College, a este college se le conoce por su atmósfera amistosa. Suele lograr buenos resultados deportivos, en especial en remo, pues cuenta con un famoso club, y sus asociaciones de música y de teatro son muy conocidas.
El Trinity Hall es una institución relativamente pequeña si se la compara con su vecino más joven, el Trinity College, fundado en 1546. En un primer momento, todos los colleges de Cambrige eran llamados «Halls» pero luego cambiaron sus nombres por el de «College». (así, por ejemplo, al Pembroke College se le llamaba «Pembroke Hall»). Sin embargo, cuando Enrique VIII fundó el Trinity College justo al lado del Trinity Hall, usurpando el nombre, quedó claro que el Trinity Hall debía continuar llamándose Trinity Hall.
El actual director (llamado «Master») es el catedrático de Historia Martin Daunton; y quizás su miembro más famoso sea el célebre físico Stephen Hawking, aunque ahora está oficialmente adscrito al Gonville and Caius.